# Аверёй
Аверёй (норв. Averøy) — коммуна в губернии Мёре-ог-Ромсдал в Норвегии. Административный центр — город Брухаген. Официальный язык коммуны — нейтральный. Население коммуны на 2007 год составляло 5402 чел. Площадь — 175,91 км², код-идентификатор — 1554.

## История населения

Статистика коммуны Аверёй

Население за последние 60 лет.